# Mohanlal
Mohanlal Viswanathan, plus connu sous le nom de Mohanlal, est un acteur, producteur, chanteur de playback et philanthrope indien, né le 21 mai 1960 à Elanthoor (district de Pathanamthitta) dans l'état du Kerala. Il travaille principalement pour Mollywood en langue malayalam mais il a aussi tourné en tamoul, en télougou et en hindi.

## Biographie
Il a souvent joué avec l'acteur Thilakan, qui interprétait notamment le rôle du père.
Il est grand ami avec son collègue Priyadarshan.
Il a aidé financièrement l'athlète indien Irfan Kolothum Thodi

## Filmographie choisie
- 1981 : Ahimsa d'I. V. Sasi : Mohan
- 1984 : Lakshmana Rekha d'I. V. Sasi : Sudhakaran Nair
- 1985 : Avidathepole Ivideyum de K. S. Sethumadhavan : Sukumaran
- 1985 : Boeing Boeing (d'après la pièce Boeing Boeing) de Priyadarshan : Shyam
- 1986 : Shobhraj de J. Sasikumar, remake du film Don (1978)
- 1986 : Sanmanassullavarkku Samadhanam de Sathyan Anthikad : Gopalakrishna Panikkar
- 1989 : Varavelpu de Sathyan Anthikad : Muraleedharan
- 1991 : Bharatham de Sibi Malayil : Gopinathan
- 1991 : Abhimanyu de Priyadarshan : Harikrishnan / Hari Anna
- 1993 : Devaasuram de Ranjith : Mangalassery Neelakandan
- 1993 : Manichitrathazhu : Dr Joseph Sunny
- 1997 : Iruvar de Mani Ratnam : Anandan (en tamoul)
- 1998 : Harikrishnans, avec Juhi Chawla
- 1999 : Vanaprastham, la dernière danse : Kunhikuttan
- 2002 : Company de Ram Gopal Varma : Srinivasan (en hindi)
- 2005 : Thanmathra de Blessy : Ramesan Nair
- 2006 : Rasathanthram de Sathyan Anthikad : Premachandran / Preman
- 2007 : Ali Bhai de Shaji Kailas : Anwar Ali / Ali Bhai
- 2009 : Bhramaram de Blessy : Sivankutty/Jose
- 2012 : Tezz de Priyadarshan : Shivan (en hindi)
- 2014 : Jilla, avec Vijay et Kajal Aggarwal (en tamoul)
- 2013 : Drishyam : Georgekutty (en hindi)
- 2019 : Lucifer de Prithviraj Sukumaran :  Stephen Nedumpally "Esthappan" / Khureshi-Ab'raam

## Récompenses et nominations
Lauréat
- Filmfare Award du meilleur acteur en malayalam 1986 : pour son rôle dans Sanmanassullavarkku Samadhanam
- Filmfare Award du meilleur acteur en malayalam 1988 : pour son rôle dans Padamudra
- National Film Award du meilleur acteur 1991 : pour le rôle de Gopinathan dans Bharatham
- Filmfare Award du meilleur acteur en malayalam 1993 :  pour son rôle dans Devaasuram
- Filmfare Award du meilleur acteur en malayalam 1994 : Pavithram
- Filmfare Award du meilleur acteur en malayalam 1999 : pour le rôle de Kunhikuttan dans Vanaprastham
- National Film Award du meilleur acteur 1999 : pour le rôle de Kunhikuttan dans Vanaprastham
- National Film Award du meilleur long métrage 1999 : pour le film Vanaprastham
- Padma Shri 2001 : lauréat dans la catégorie des arts
- Prix du jury du Filmfare Award South 2009 : prix de l'acteur pour son rôle dans Bhramaram

Nominations
- 48e cérémonie des Filmfare Awards 2003 : nommé dans la catégorie meilleur acteur dans un second rôle
- Filmfare Award du meilleur acteur dans un second rôle 2003 : pour le rôle de Srinivasan dans Company